# Isidor Grüner
Isidor Grüner (ur. 3 września 1976 r.) – austriacki narciarz, specjalista narciarstwa dowolnego. Jego najlepszym wynikiem na mistrzostwach świata jest 9. miejsce w skicrossie na mistrzostwach w Ruka. Nigdy nie startował na igrzyskach olimpijskich. Najlepsze wyniki w Pucharze Świata osiągnął w sezonie 2004/2005, kiedy to zajął trzecie miejsce w klasyfikacji generalnej, a w klasyfikacji skircossu był drugi.
W 2006 r. zakończył karierę.

## Sukcesy

### Mistrzostwa Świata
| Miejsce | Dzień    | Rok  | Miejscowość | Konkurencja | Zwycięzca   |
| ------- | -------- | ---- | ----------- | ----------- | ----------- |
| 9.      | 18 marca | 2005 | Ruka        | Skicross    | Tomáš Kraus |

#### Miejsca w klasyfikacji generalnej
- 2001/2002 – 23.
- 2002/2003 – 4.
- 2003/2004 – 37.
- 2004/2005 – 3.
- 2005/2006 – 17.

#### Miejsca na podium
1. Tignes – 30 listopada 2002 (Skicross) – 2. miejsce
2. Saas-Fee – 23 listopada 2003 (Skicross) – 2. miejsce
3. Saas-Fee – 25 października 2004 (Skicross) – 1. miejsce
4. Les Contamines – 7 stycznia 2005 (Skicross) – 3. miejsce
5. Kreischberg – 21 stycznia 2005 (Skicross) – 2. miejsce
6. Naeba – 10 lutego 2005 (Skicross) – 2. miejsce

- W sumie 1 zwycięstwo, 4 drugie i 1 trzecie miejsce.